# 잔보후이
잔보후이(중국어 간체자: 詹伯慧, 병음: Zhān Bóhùi, 한자음: 첨백혜, 1931년 ~ )는 중화인민공화국의 어언학자로, 제7대 전국인민대표대회 대표, 제8,9대 중국인민정치협상회의 위원이다.

## 학력
- 중산 대학 어언학사

## 같이 보기
- 전국인민대표대회
- 중국인민정치협상회의